# Haven (album)
 For alternative betydninger, se Haven. (Se også artikler, som begynder med Haven)
Haven er et album fra det svenske melodiske dødsmetalband Dark Tranquillity som blev udgivet i 2000. Dark Tranquillity fortsatte med at ændre deres musikstil som de begyndte på fra deres forrige album Projector. En udvidet brug af keyboard fik lyden til at føles mere dyb og Mikael Stannes stemme fik musikken til at virke mere kraftfuld. En sammenblanding af melodi, elektronik og heavy metal tiltrak nye fans og fik kritik fra gamle trofaste melodiske dødsmetalfans som ikke brød sig om den nye genre.

## Numre
1. "The Wonders at Your Feet"
2. "Not Built to Last"
3. "Indifferent Suns"
4. "Feast of Burden"
5. "Haven"
6. "The Same"
7. "Fabric"
8. "Ego Drama"
9. "Rundown"
10. "Emptier Still"
11. "At Loss for Words"

## Musikere
- Mikael Stanne – Vocals
- Niklas Sundin – Guitar
- Michael Niklasson – Guitar
- Martin Henriksson – Bas
- Martin Brandstrom – Eletronik
- Anders Jivarp – Trommer